# Christianisme ésotérique

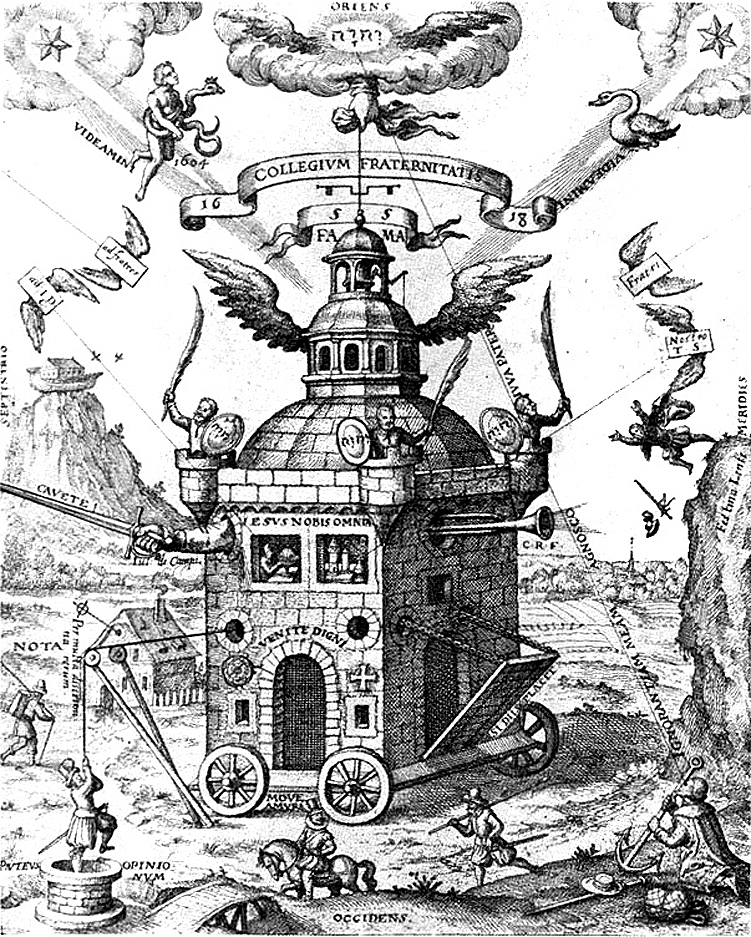
Le Temple de la Rose Croix, Teophilus Schweighardt Constantiens (1618).

Le christianisme ésotérique, également appelé christianisme hermétique ou mystique, est un ensemble de courants spirituels qui considèrent le christianisme comme une religion du mystère, et professent l'existence et la possession de certaines doctrines ou pratiques ésotériques, que le grand public ignore (auxquelles il peut même se voir refuser l'accès) et qui ne sont comprises que par un petit groupe de personnes[réf. nécessaire].
Ces courants spirituels partagent quelques dénominateurs communs, tels que les théologies chrétiennes hétérodoxes ou hérétiques, les évangiles canoniques, diverses littératures apocalyptiques, et certains apocryphes du Nouveau Testament comme des textes sacrés et la disciplina arcani (en), une supposée tradition orale élaborée à partir des douze Apôtres et des enseignements ésotériques de Jésus-Christ.

## Religion du mystère
Le mot "mysticisme" est dérivé du grec μυω, mys, qui signifie "cacher", et de ses dérivés μυστικός, mystikos, qui signifie "initié". Dans le monde hellénistique, "mystique" se référait à des rituels religieux secrets. L'utilisation de la parole n'avait pas de références directes au transcendantal. Un mystikos était un initié aux mystères de la religion.

Les théologiens donnent le nom de mystère aux vérités révélés qui dépassent les pouvoirs de la raison naturelle. Donc, dans un sens étroit, le mystère est une vérité qui transcende l'intellect créé. L'impossibilité d'accéder à une compréhension rationnelle du mystère conduit à un mode de compréhension intérieure ou cachée du mystère chrétien qui est indiquée par le terme ésotérique dans le christianisme ésotérique.

« Même révélé et cru, le mystère reste cependant obscur et voilé pendant la vie terrestre si le décryptage des mystères, rendu possible par l'ésotérisme, n'intervient pas ».

Cette connaissance ésotérique permettrait une profonde compréhension des mystères chrétiens qui, autrement, resteraient obscurs.
 

## Racines anciennes

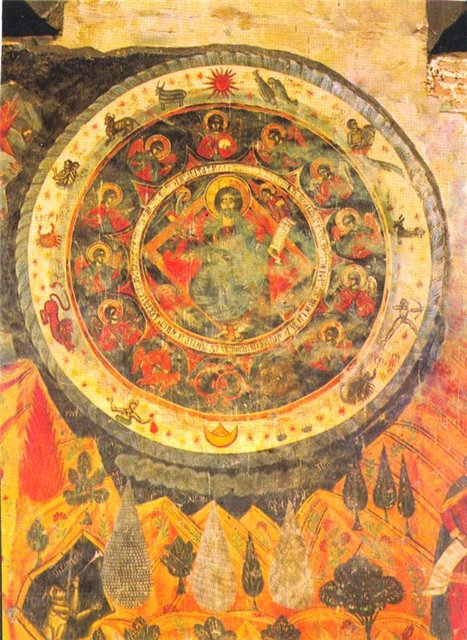
Une fresque du XVIIe siècle, de la cathédrale du Pilier Vif en Géorgie représentant le Christ dans le cercle du Zodiaque.

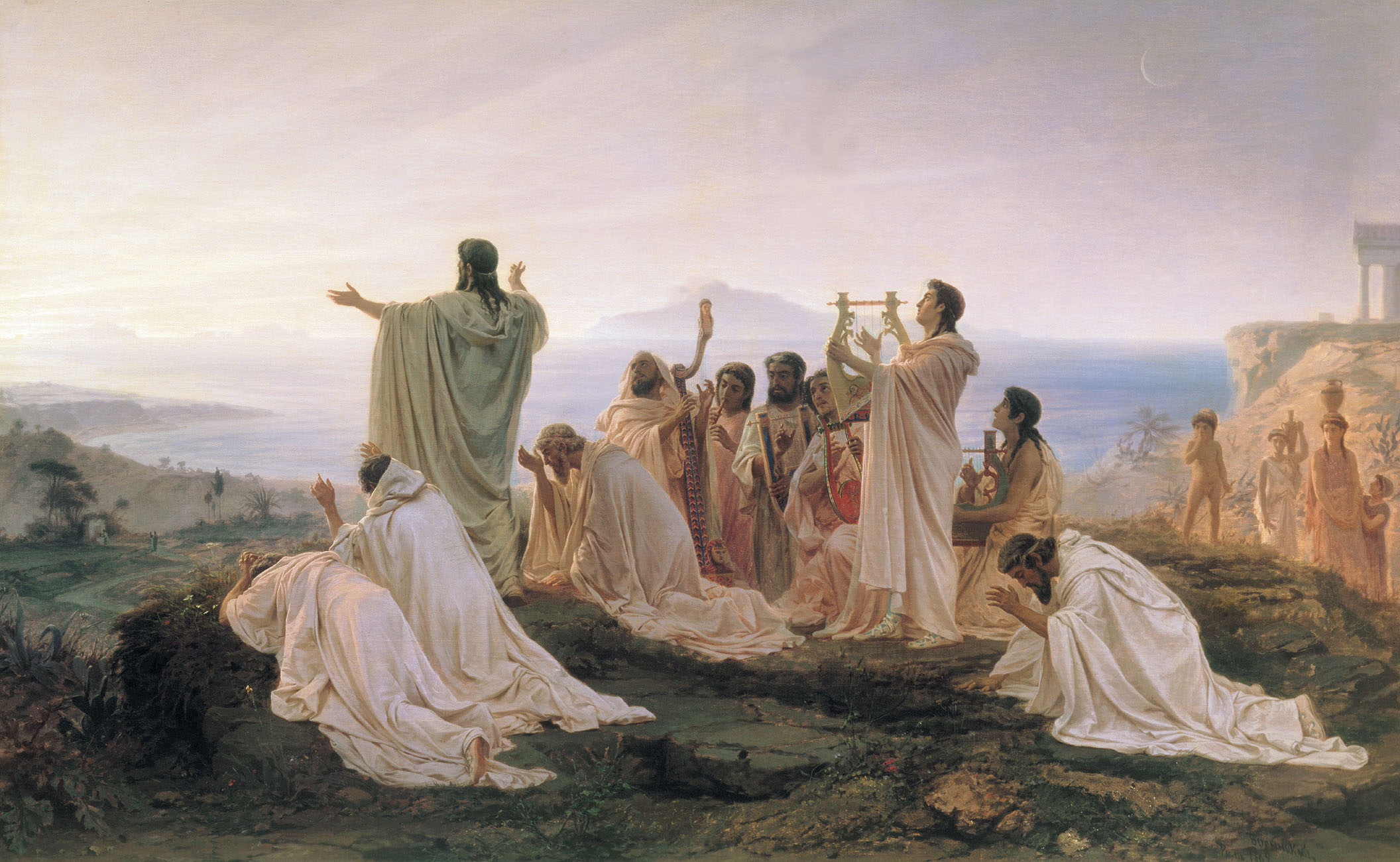
Le mysticisme grec a influencé de nombreux théologiens de l'église primitive tels que Clément d'Alexandrie et Origène.

Certains [citation nécessaire] érudits modernes croient que, dans les premiers stades du christianisme, un noyau d'enseignements oraux ont été hérités des Palestiniens[réf. nécessaire] et du judaïsme hellénistique [réf. nécessaire]. Au IVe siècle, on a cru à la base d'un secret de la tradition orale que l'on nomma disciplina arcani. Le courant théologien continua, cependant, de croire qu'il ne contenait que la liturgie des détails et de certaines autres traditions qui forment une partie de certaines branches du christianisme traditionnel,,. Les théologiens chrétiens Clément d'Alexandrie et Origène, les figures de proue de l'École théologique d'Alexandrie eurent une influence importante sur le christianisme ésotérique.[citation nécessaire]
[réf. nécessaire]

S'il émet l'hypothèse d'un complexe de plusieurs mondes de la transmigration dans le De principiis, Origène nie la réincarnation sans la moindre équivoque dans son écrit Contre Celse,.  
En dépit de cette apparente contradiction, les mouvements chrétiens ésotériques plus modernes se réfèrent aux écrits d'Origène (avec d'autres Pères de l'Église et des passages bibliques) pour valider ces idées dans le cadre de la tradition chrétienne ésotérique.